# Banyuwangi (ville)
Banyuwangi est une ville, capitale administrative du Kabupaten de Banyuwangi en Java oriental en Indonésie.